# Мухин, Василий Дмитриевич (Герой Советского Союза)
Василий Дмитриевич Мухин (20 апреля 1915 — 28 ноября 1978) — советский офицер, участник Великой Отечественной войны, командир 3-го стрелкового батальона 241-го гвардейского стрелкового полка 75-й гвардейской стрелковой дивизии 30-го стрелкового корпуса 60-й армии Центрального фронта, гвардии старший лейтенант, Герой Советского Союза (1943), позднее гвардии майор.

## Биография
Родился 20 апреля 1915 года в селе Николаевка Волжского района Самарской области в семье крестьянина. Русский.
Окончил 7 классов. В Красной Амии служил с 1936 по 1939 годы.

### В годы Великой Отечественной войны
Начал войну В. Д. Мухин в июле 1941 года. В августе 1941 года в бою под Вдовском (Белоруссия) помощник командира взвода Василий Мухин получил первое ранение. После лечения в госпитале и подготовки на краткосрочных курсах старший сержант Мухин, командуя взводом, участвует в битве под Москвой и снова получает ранение. Лечился до апреля 1942 года, и снова на фронт.
Командуя ротой в бою под Смоленском, он был ранен в третий раз. После лечения старшего лейтенанта Мухина назначают командиром батальона в 241-й гвардейский стрелковый полк 75-й гвардейской стрелковой дивизии.
В сентябре 1943 года в составе 241-го стрелкового полка 75-й гвардейской стрелковой дивизии батальон под командой Мухина успешно провёл бой по овладению крупным железнодорожным узлом Черниговской области городом Бахмач.
Гвардии старший лейтенант Мухин В. Д. особо отличился при форсировании реки Днепр севернее Киева, в боях при захвате и удержании плацдарма в районе сёл Глебовка и Ясногородка (Вышгородский район Киевской области) на правом берегу Днепра осенью 1943 года. В представлении к награждению командир 241-го гвардейского стрелкового полка гвардии подполковник Бударин Н. П. написал:

В боях на Киевском направлении проявил себя смелым, мужественным и решительным командиром.
23 и 24 сентября успешно форсировал реки Десну и Днепр, после форсирования Днепра батальону Мухина пришлось вступить в бой с численно превосходящими силами противника. За два дня боев батальон отразил 17 атак противника, уничтожено свыше 600 гитлеровцев, много техники и вооружения. Руководство боем со стороны т. Мухина отличное, правильно расставил огневые средства и взаимодействие подразделений.

Указом Президиума Верховного Совета СССР от 17 октября 1943 года за успешное форсировании реки Днепр севернее Киева, прочное закрепление плацдарма на западном берегу реки Днепр и проявленные при этом мужество и геройство гвардии старшему лейтенанту Мухину Василию Дмитриевичу присвоено звание Героя Советского Союза с вручением ордена Ленина и медали «Золотая Звезда».
При освобождении Беларуси гвардии старший лейтенант Мухин, как отметил командир 241-го гвардейского стрелкового полка гвардии подполковник Мирошниченко Л. Г., 

в боях на 1-м Белорусском фронте показал себя исключительно стойким, мужественным и смелым командиром.
При прорыве сильно укреплённой оборонительной полосы противника первым поднял свой батальон в атаку, ворвался в траншеи противника и первым занял окраину деревни Давидовичи, при этом уничтожив свыше 300 немецких солдат и офицеров, 5 танков, 4 автомашины, 3 орудия и более 10 ручных пулемётов. Находясь в боевых порядках подразделений своим личным примером мужества и отваги воодушевлял весь личный состав на боевые подвиги.

20.1.44 года отражая яростные контратаки противника ранен в голову, от эвакуации отказался до прихода командира части.
В феврале 1944 года Мухин был награждён орденом Александра Невского.
Во главе своего батальона В. Д. Мухин освобождал Латвию и Польшу. «За чрезвычайную преданность и исключительно похвальное поведение при исполнении особых заданий» 26 июня 1944 года гвардии капитан Мухин Василий Дмитриевич был награждён офицерским орденом Легион почёта (США).
При освобождении Германии за умелое и четкое руководство батальоном в бою за населенный пункт Розенгартен и город Альтдамм, а также проявленные при этом мужество и самоотверженность командир 241-го гвардейского стрелкового полка гвардии подполковник Волошаненко А. В. представил гвардии майора Мухина В. Д. к награждению орденом Красного Знамени: 

Командуя штурмовым батальоном десанта на танках первым ворвался в Розенгартен и по взятии последнего продолжал с ожесточенными и упорными боями преследовать противника и штурмом овладел городом Альтдамм. В этих боях батальон тов. Мухин проявил образцы мужества и стойкости, уничтожив 53 немецких солдата, 12 пулемётных точки, взял в плен 78 солдат противника и 14 ручных пулемётов противника. Таких боевых образцов тов. Мухин добился благодаря хорошо поставленной дисциплины и боевой выучки личного состава батальона.
Войну В. Д. Мухин закончил с выходом 75-й гвардейской стрелковой дивизии на реку Эльба.

### Послевоенные годы
После войны майор Мухин продолжал службу в армии, а в 1960 году уволился в запас. Жил и работал в городе Куйбышеве (ныне Самара).
Умер Василий Дмитриевич Мухин 28 ноября 1978 года, похоронен на кладбище «Рубежное» в Самаре.

## Награды и звания
- Медаль «Золотая Звезда» № 1564 Героя Советского Союза (17 октября 1943);
- орден Ленина;
- орден Красного Знамени;
- орден Кутузова III степени;
- орден Александра Невского;
- орден Красной Звезды;
- офицерский орден Легион почёта (США);
- орден Крест Храбрых (Польша);
- медали.

## Память
- В Самаре Герою установлена мемориальная доска с именем славного волжанина.